# Светличный, Вячеслав Леонидович
Вячеслав Леонидович Светличный (род. 4 февраля 1951, Троицк, Челябинская область) — государственный и комсомольский деятель, российский дипломат, Чрезвычайный и Полномочный Посланник 2 класса.

## Биография
Вячеслав Леонидович Светличный родился 4 февраля 1951 года в семье железнодорожника в городе Троицке Челябинской области. Учился в школе № 40 г. Троицка. Член ВЛКСМ с 1965 года. Как победитель областной физико-математической олимпиады был принят в Челябинскую физико-математическую школу. В 1966 году семья переехала на постоянное место жительства в город Курган.
В 1968 году окончил среднюю школу № 11 города Кургана. Поступил в Томский государственный университет на физфак. Через год семейные обстоятельства сложились так, что он вернулся домой. Трудовую деятельность начал обрубщиком литья Курганского машиностроительного завода.
В 1975 году окончил Курганский машиностроительный институт по специальности «Инженер-механик». Работал мастером цеха в производственном объединении «Курганприбор», в октябре 1975 года был избран секретарём комитета ВЛКСМ ПО «Курганприбор».
В 1977 году вступил в КПСС.
В 1977—1979 годах — второй секретарь Курганского городского комитета ВЛКСМ.
В 1979—1980 годах — секретарь Курганского областного комитета ВЛКСМ по пропаганде и агитации.
С ноября 1980 года по январь 1984 года — первый секретарь Курганского обкома ВЛКСМ.
В 1984 году переведён на работу в аппарат ЦК ВЛКСМ заместителем заведующего отделом комсомольских органов.
С января 1990 года находился на дипломатической службе. Первая дипломатическая должность — второй секретарь посольства СССР, Российской Федерации в Болгарии. В 1994 году окончил Дипломатическую академию Министерства иностранных дел Российской Федерации по специальности «Экономист-международник». Работая на белорусском направлении в Министерстве иностранных дел, принимал участие в подготовке документов Союзного государства: «Договора о создании Сообщества Беларуси и России» и «Устава Союза». Несколько лет провёл в длительных загранкомандировках в Федеративной Республике Германии и Республике Молдова. Профессионально владеет немецким и болгарским языками.
Много лет проработал советником-посланником Посольства Российской Федерации в Республике Таджикистан. Затем занимал ряд ответственных должностей в Центральном аппарате Министерства иностранных дел Российской Федерации, в том числе заместителя директора Третьего департамента стран СНГ, курировавшего Центральную Азию (три с половиной года занимался двусторонними российско-казахстанскими отношениями).
11 февраля 2008 года присвоен дипломатический ранг Чрезвычайного и Полномочного Посланника 2 класса.
4 июня 2013 года приступил к выполнению обязанностей Генерального консула Российской Федерации в Симферополе. Стремился к налаживанию отношений с руководством Автономной Республики Крым, общественными и политическими организациями. 18 марта 2014 года произошла аннексия Крыма Российской Федерацией, после чего Генеральное консульство Российской Федерации в Крыму преобразовано в представительство Министерства иностранных дел Российской Федерации.
В июне 2014 года назначен Главой Представительства МИД России в Республике Крым. В рамках своей компетенции оказывал всемерное содействие интеграции Республики Крым и Севастополя в состав Российской Федерации. 5 февраля 2016 года покинул пост в связи с достижением предельного возраста нахождения на государственной службе.

## Награды
- Орден «Знак Почёта» (1986 год)
- Медаль ордена «За заслуги перед Отечеством» II степени (2015 год)
- Орден «За верность долгу» (Республика Крым, 4 февраля 2016 года) — за значительный личный вклад в укрепление и развитие международных связей Республики Крым с зарубежными государствами, активную дипломатическую деятельность, высокие достижения в труде и в связи с 65-летием со дня рождения[7]
- Медаль «За возвращение Крыма» (2014 год)
- Международный орден «За заслуги в создании информационного общества» (2013 год)
- Медаль «За освобождение Крыма и Севастополя» (17 марта 2014 года) — за личный вклад в дело по возвращению Крыма в Россию[8]
- Почётная грамота Президента Российской Федерации, 2011 год
- Многочисленные комсомольские награды

## Семья
- Отец — железнодорожник, машинист. Мать — фельдшер.
  - Брат Александр — заведующий амбулаторным отделением для больных туберкулезом органов дыхания ГКУ «Курганский областной противотуберкулезный диспансер», г. Курган
- Вячеслав Леонидович женат, имеет двух взрослых детей (сына и дочь)[9][10].

## Увлечения
Увлекается спортом, джазовой музыкой. В художественной литературе отдаёт предпочтение русской классике. Особенно любит творчество Пушкина, Чехова, Лермонтова. Любимые книги: Освальд Шпенглер «Закат Европы» и Николай Данилевский «Россия и Европа».
Публикации
В. Л. Светличный — автор ряда книг, статей, очерков по истории дипломатии, комсомола и молодежного движения, а также публикаций мемуарного характера. В частности:
1. «Престиж династии», сборник «И не иссякнут родники», Челябинск, Южно — уральское книжное издательство, 1982;
2. «ВЛКСМ от съезда к съезду», Москва, издательство «Молодая гвардия»,1987;
3. «Краткий очерк истории российского дипломатического представительства при Крымском ханстве», журнал «Международные отношения», № 12, 2013;
4. «Не спеши отрекаться от своей комсомольской весны», сборник «Комсомол — моя судьба», Курган, 1918;
5. «Пройденного комсомолом никто не отберёт», сборник «Время выбрало нас», Курган, 2019;
6. «Четверть века в комсомольском строю», сборник «Отдел комсомольских органов. История. Опыт. Воспоминания», Москва, издательство «Вече», 2020.